# 2009年中国大陆
| 中国历史 / 中国历史年表 |
| 世紀： 20世纪中国 / 21世纪中国 / 22世纪中国 |
| 年代： 1970年代中国大陆 / 1980年代中国大陆 / 1990年代中国大陆 / 2000年代中国大陆 / 2010年代中国大陆 / 2020年代中国大陆 / 2030年代中国大陆                     |
| 年份： 2005年中国大陆 / 2006年中国大陆 / 2007年中国大陆 / 2008年中国大陆 / 2009年中国大陆 / 2010年中国大陆 / 2011年中国大陆 / 2012年中国大陆 / 2013年中国大陆 |
| 纪年： 己丑年（牛年）、中华人民共和国成立60周年 |

## 领导人
- 中共中央总书记：胡锦涛
- 国家主席：胡锦涛
- 国务院总理：温家宝
- 全国人大常委会委员长：吴邦国
- 全国政协主席：贾庆林

## 大事记

### 1月
- 哈爾濱舉行第二十四屆冬季大學生運動會。
- 1月14日，中国国家统计局将2007年中国国内生产总值的现价总量修正为257,306亿人民币，按平均汇率计算，中国超越德国成为世界第三大经济体。网易（页面存档备份，存于）

- 1月27日，中国第三个南极科学考察站昆仑站在南极内陆冰盖的最高点冰穹A地区落成，成为南极海拔最高的科学考察站。[來源請求]

### 2月
- 2月2日，正在英國訪問的中國國務院總理溫家寶在劍橋大學演說時遭人擲鞋。泰晤士報[]
- 2月9日，北京市的中央電視台北面新大樓（文華東方酒店）發生大火，整棟44層樓高的建築物付之一炬。紐約時報（New York Times）（页面存档备份，存于）
- 2月18日，中国卫生部发布报告，2008年前3季度在中国共有6897人死于艾滋病，首次超过肺结核和狂犬病，成为中国死亡率最高的传染病。德国之声中文网（页面存档备份，存于）
- 2月22日，中國山西省古交市一座煤矿發生瓦斯爆炸事故，造成至少73人死亡，113人受傷。
- 2月25日，佳士得在法国巴黎大皇宫举办的拍卖会中，将已故时装设计师圣洛朗所收藏的从中国圆明园流失的两尊兽首铜像鼠首和兔首分别以1400万欧元拍出。新華網（页面存档备份，存于）BBC中文网（页面存档备份，存于）
- 2月27日，中国上证综指下跌8.84%，深证成指下跌9.29%，创1997年以来最大单日跌幅，并引发世界其他股市的大幅下跌。
- 2月28日，国务院总理温家宝接受新华网，中国政府网采访并回答了网友的提问。这也是中华人民共和国历史上第一位接受网络媒体采访并回答民众提问的政府首脑。凤凰网（页面存档备份，存于）

### 3月
- 3月1日，中国首颗绕月人造卫星嫦娥一号在经历了长达494天的飞行任务后，按计划撞击在月球的丰富海区域。新华网（页面存档备份，存于）凤凰网（页面存档备份，存于）
- 3月3日，中国人民政治协商会议第十一届全国委员会第二次会议在北京人民大会堂开幕。新华网（页面存档备份，存于） 德国之声中文网（页面存档备份，存于）
- 3月5日，中華人民共和國第十一屆全國人民代表大會第二次會議在北京開幕。新浪網
- 3月10日，中國指美國的海軍偵測船完美號在南海的偵察活動是非法的。新華社（页面存档备份，存于）
- 3月11日，中國上月出口與去年同比下跌25.7%。新華社（页面存档备份，存于）
- 3月12日，中國人民政治協商會議第十一屆全國委員會第二次會議在北京閉幕，會議通過了政治決議，並強調力保發展為今年首要任務。新浪網[永久]
- 3月13日，第十一屆全國人民代表大會第二次會議閉幕。會議批准及通過了政府工作報告、2009年全國人民代表大會常務委員會的工作報告、最高人民法院、最高人民檢察院的工作報告及2009年中央預算。
- 3月20日，中国东北吉林四平与公主岭交界处在14:48:52时发生里氏4.3级地震，吉林大部分地区有明显震感，省會长春市大街上出现人员聚集。暂无人员伤亡的报告。华龙网
- 3月23日，由中国广州白云国际机场起飞的聯邦快遞80號班機在日本成田國際機場降落時墜毀，2名飞行员罹難。北海道新聞
- 3月26日，中国科学家在《自然》杂志上发表文章称，在云南曲靖发现一件距今4亿多年的梦幻鬼鱼化石，这是迄今为止全球发现的最古老的近乎完整的硬骨鱼化石。新华网（页面存档备份，存于）

### 4月
- 4月18日，博鳌亚洲论坛2009年年会中国海南博鳌开幕。新华网（页面存档备份，存于）
- 4月23日，中华人民共和国為慶祝中国人民解放军海军成立60週年於青島外海舉行主題「和諧海洋」為的海上閱兵。中央军事委员会主席胡锦涛在海軍司令員吴胜利陪同下，登上閱兵艦051C型驅逐艦「石家莊號」檢閱海軍的25艘艦艇和31架飛機及來自俄羅斯、美國、印度、南韓、巴基斯坦等14個國家的21艘艦艇。
- 4月26日，中国大陆海峡两岸关系协会会长陈云林与台湾海峡交流基金会董事长江丙坤在南京举行第三次会谈，双方就两地空中定期航班、金融合作、共同打击犯罪及司法互助达成三项协议。凤凰网（页面存档备份，存于）

### 5月
- 5月5日，中国选手王皓在日本横滨举行的第50届世界乒乓球锦标赛单项赛中以4:0战胜队友王励勤获得男单冠军，中国选手张怡宁以4:2战胜队友郭跃获得女单冠军。人民网（页面存档备份，存于）
- 5月7日，中国四川省政府公布在2008年5月12日汶川大地震中遇难和失踪的学生总数共为5335人，这是中国官方首次公布相关数据。新华网（页面存档备份，存于）BBC中文网（页面存档备份，存于）
- 5月11日，2009年甲型H1N1流感疫情：中国四川省的一例甲型H1N1流感疑似病例中午被确诊，这是中国内地首例被确诊的甲型H1N1流感病例。新浪（页面存档备份，存于）

- 重慶及華西各省推行「經濟活力重建計劃」。[來源請求]
- 5月20日，中国国务院总理温家宝在捷克首都布拉格同欧盟轮值主席国捷克总统克劳斯、欧盟委员会主席巴罗佐举行第十一次中欧领导人会晤。新华网（页面存档备份，存于）
- 5月22日，台湾高雄市长陈菊以世界运动会承办城市市长身份到北京於5月22日会晤了中国国家体育总局局长、中国奥委会主席刘鹏。 保证大陆运动员到访高雄的安全BBC（页面存档备份，存于）
- 5月26日，中国共产党总书记胡锦涛在北京會晤到访的台湾中国国民党主席吴伯雄，取得多项共识。BBC（页面存档备份，存于）

### 6月
- 6月2日，美国通用汽车公司宣布与中国四川腾中重工机械有限公司达成初步协议，将向其出售越野汽车品牌悍马。新华网（页面存档备份，存于）
- 6月4日，中国科学院国家天文台兴隆观测基地的大天区面积多目标光纤光谱天文望远镜通过国家竣工验收，成为世界口径最大的大视场望远镜和光谱获取率最高的望远镜。新华网（页面存档备份，存于）
- 6月4日，香港維多利亞公園舉辦六四事件20週年燭光晚會，超過15萬人參與。聯合新聞網
- 6月7日，中国国务院副总理王岐山和日本外务大臣中曾根弘文在东京举行第二次经济高层对话。BBC中文网（页面存档备份，存于）
- 6月7日，魔兽世界中国大陆服务器的运营权由第九城市转交给网易，魔兽世界国服停服一个半月。
- 6月7日，上海舉行首次同性戀文化節「上海驕傲周」。BBC（页面存档备份，存于）
- 6月10日，中国科学院在“《创新2050：科技革命与中国的未来》中国科学院战略研究系列报告新闻发布会”上发表了《创新2050：科技革命与中国的未来》路线图。新华网（页面存档备份，存于）
- 6月15日，上海合作组织成员国元首理事会第九次会议在俄罗斯叶卡捷琳堡举行。新华网（页面存档备份，存于）
- 6月16日，中国、巴西、俄罗斯和印度“金砖四国”领导人在俄罗斯叶卡捷琳堡举行首次正式会晤。新华网（页面存档备份，存于）
- 6月23日，中国作家刘晓波因涉嫌煽动颠覆国家政权罪，在北京被检查机关正式批捕。德国之声（页面存档备份，存于）
- 6月26日，中國山西佛教勝地五台山在西班牙塞維利亞舉行的第33屆世界遺產大會上被正式列入《世界遺產名錄》。德國德累斯顿易北河谷則被除名，而佛得角就憑舊城首次上榜。紐約時報（页面存档备份，存于）聯合國教科文組織（页面存档备份，存于）聯合國教科文組織（页面存档备份，存于）
- 6月29日凌晨2时34分，前往深圳西站的K9063次旅客列车由郴州站开出，离站後不久出现脱轨，随后被另一列南行旅客列车（K9017次，长沙往深圳）从左方相撞，其中K9017次的车头撞向路轨旁的民居，导致3人死亡，63人受伤，部份列车晚点或停驶。/apple/art_main.php?iss_id=20090630&sec_id=15335&art_id=12934190 蘋果日報：湖南火車相撞 3死 63傷（页面存档备份，存于）

### 7月
- 7月5日，中国新疆维吾尔自治区首府乌鲁木齐发生严重骚乱，造成至少140人死亡，828人受伤。新华网（页面存档备份，存于）中国新闻网（页面存档备份，存于）
- 7月9日，中國雲南省楚雄彝族自治州姚安县發生6.0級地震，造成至少1人死亡，314人受傷。聯合晚報中新网（页面存档备份，存于）
- 7月11日，中国国学大师、语言学家、文学翻译家季羡林在北京病逝，享年98岁。新華網（页面存档备份，存于）
- 7月13日，中华人民共和国卫生部叫停精神病医生杨永信所采用的电刺激（或电休克）“治疗”网瘾，但杨永信并未因此停止对“患者”施用“让人生不如死”的“治疗”，反而继续在媒体上宣传他所谓的“低频脉冲”
- 7月15日，中国人民银行发布的统计数字显示，截至2009年6月末，中国国家外汇储备余额超过2万亿美元，为21316亿美元。BBC中文网（页面存档备份，存于）
- 7月17日，北京市民政局宣布取缔非政府组织公盟法律研究中心，此前北京市国税局和地方税务局向公盟下达了总额达142万元的罚款单，对此多个人权团体表示抗议。RFI（页面存档备份，存于）
- 7月22日，亚洲和太平洋部分地区出现日食，其中印度中部、尼泊尔东南部、不丹、孟加拉国北部、缅甸北部、中国中部长江流域、日本琉球群岛、南太平洋等部分地区出现日全食。新華網（页面存档备份，存于）新华网（页面存档备份，存于）新华网（页面存档备份，存于）
- 7月27日，首轮中美战略与经济对话在美国首都华盛顿开幕。中国国家主席胡锦涛特别代表、国务院副总理王岐山和国务委员戴秉国与美国总统奥巴马特别代表、国务卿希拉里·克林顿和财政部长蒂莫西·盖特纳共同主持对话。新华网（页面存档备份，存于）
- 7月30日，魔兽世界中国大陆服务器重新开服，运营商变更为网易。

### 8月
- 8月1日，中国青海省海南藏族自治州发现肺鼠疫疫情，截至目前已确诊病例12例，其中1例死亡。新华网（页面存档备份，存于）
- 8月2日，烏魯木齊七·五暴力事件：
  - 新疆警方再拘捕319名涉嫌參與上月初新疆暴力事件的人。BBC中文網（页面存档备份，存于）
  - 一個自稱為「突厥斯坦伊斯蘭黨」的疆獨組織在網上號召伊斯蘭教徒，在全球範圍內襲擊代表中國利益的目標，報復中國政府「鎮壓」新疆騷亂。BBC中文網（页面存档备份，存于）
- 8月3日，烏魯木齊七·五暴力事件被北京指為幕後黑手的熱比婭·卡德爾的親屬發出信件，批評其及世維會對事件有不可推卸的委任，「必須受到懲罰」。熱比婭則指信件為偽造或是親屬被迫寫下的。BBC中文網（页面存档备份，存于）BBC中文網（页面存档备份，存于）
- 8月3日，中国青海省海南藏族自治州兴海县子科滩镇自7月30日发现的肺鼠疫疫情至今已有12人确诊，其中3人死亡。新华网（页面存档备份，存于）
- 8月5日，热带风暴天鹅在中国广东省台山市海宴镇附近沿海地区登陆，登陆时中心附近最大风力9级。中国天气网
- 8月9日，台风莫拉克在中国福建省霞浦县沿海登陆，登陆时台风中心最大风速12级。中国天气网
- 8月14日，中視及中天攜手舉行把愛傳出去，為八八水災的災民籌款，一共籌得5億新台幣。
- 8月16日，中国选手林丹在印度海德拉巴举行的2009年世界羽毛球锦标赛男单决赛中获得冠军，成为首个连续三届获得冠军的男单选手。新华网（页面存档备份，存于）
- 8月27日，缅甸政府军和果敢特区主席彭家声率领的果敢同盟军在果敢发生武装冲突，导致3万多难民逃住中国。新浪网（页面存档备份，存于）中国新闻网（页面存档备份，存于）
- 8月30日，藏传佛教领袖第十四世達賴喇嘛受高雄市市长陈菊之邀抵達台灣为八八水災災民祈福，引发台海两岸关系紧张。中央社
- 8月31日，兩岸定期航班開航，並由常態包機時的每週108班增加到207班。鉅亨網

### 9月
- 9月4日，G20财长和央行行长会议在伦敦召开，就全球经济显露复苏、国际金融机构改革等议题展开探讨。新浪网（页面存档备份，存于）
- 9月8日，总部设在瑞士日内瓦的世界经济论坛公布《2009－2010全球竞争力报告》，中国大陆从去年第30位升至第29位。新华网（页面存档备份，存于）
- 9月8日，中国河南省平顶山市新华区新华四矿发生瓦斯爆炸事故，造成至少76人死亡[1][2]。
- 9月14日，海南航天发射场在中国海南省文昌市开工建设，将成为继酒泉、太原、西昌之后的中国第四个航天发射场[3]。
- 9月15日，台风巨爵在中国广东省台山市北陡镇沿海地区登陆，受此影响，广东省最大风速达14级[4][5]。
- 9月20日，劉翔京奧養傷13個月後復出，在上海国际田径黄金大奖赛跑出13.15秒，不足百分之一秒之微負於查美爾，获得亞軍[6]。

### 10月
- 10月1日，中华人民共和国成立60周年阅兵。
- 10月3日，截止到2009年上半年，中华人民共和国已经超越美国成为南非的最大出口地。BBC中文网（页面存档备份，存于）
- 10月4日，中华人民共和国国务院总理温家宝乘专机抵达朝鲜首都平壤，对朝鲜展开为期三天的正式访问，朝鲜最高领导人金正日亲自前往机场接机。BBC中文网（页面存档备份，存于）
- 10月9日，四川腾中重工在美国底特律，签订收购通用旗下悍马最终协议新华网
- 10月10日，第二次中日韩领导人会议在中国北京人民大会堂举行，中国国务院总理温家宝、日本首相鸠山由纪夫和韩国总统李明博出席会议。新华网（页面存档备份，存于）
- 10月13日，为期一周的第61届法兰克福国际书展拉开帷幕。中国是本届书展的主宾国。德国之声中文网
- 10月14日，上海合作组织成员国总理第八次会议在北京人民大会堂举行。 新华网（页面存档备份，存于）
- 10月16日，中华人民共和国第十一届运动会开幕式在山东济南奥林匹克体育中心体育场举行。新华网（页面存档备份，存于）
- 10月17日，第18届中国金鸡百花电影节在江西省南昌市闭幕，《集结号》和《梅兰芳》获得第27届中国电影金鸡奖最佳故事片奖。新华网（页面存档备份，存于）
- 10月28日，中华人民共和国第十一届运动会闭幕式在山东济南奥林匹克体育中心体育馆举行，山东代表团以63枚金牌数名列本次运动会金牌榜首位。新华网（页面存档备份，存于）
- 10月29日，国防科学技术大学于湖南长沙宣布成功研制中国首台每秒峰值过千万亿次的天河一号超级计算机，峰值速度达每秒1206万亿次。新华网（页面存档备份，存于）
- 10月29日，臺灣政府审议通过台塑、亚泥和统一3项对大陆投资申请案，合计金额为5903.9万美元。新华网 Archive.today的存檔，存档日期2013-04-28

### 11月
- 11月2日，中国商务部宣布，开始将对产自美国、欧盟以及韩国的进口己二酸征收最高达35%的惩罚性关税。BBC中文网（页面存档备份，存于）
- 11月4日，北京时间上午8时30分，上海市人民政府新闻办公室授权举行新闻发布会宣布，国家发展和改革委员会日前批准迪士尼，同意迪士尼乐园落户上海。东方网（页面存档备份，存于）
- 11月8日，中非合作论坛第四届部长级会议在埃及海滨城市沙姆沙伊赫开幕。各国领导人共同探讨如何深化中非新型战略伙伴关系，谋求可持续发展。新华网（页面存档备份，存于）
- 11月18日，中国和越南两国陆地边界经过双方历时10年的共同努力已全线勘定。中越陆地边界勘界文件签字仪式在北京举行。BBC中文网（页面存档备份，存于）
- 11月21日，中国黑龙江省鹤岗市新兴煤矿发生瓦斯爆炸事故，造成至少104人死亡，4人失踪。新华网（页面存档备份，存于）新华网（页面存档备份，存于）
- 11月23日，山东精神病医生杨永信使用带铁片并且扎针的所谓的“低频脉冲”继续治疗网瘾被曝光，“患者”称比电击更痛苦。
- 11月23日，中国成都市武侯区法院对黄琦案进行了宣判，法院以“非法持有国家机密文件罪”，判处黄琦有期徒刑三年。美国之音

### 12月
- 12月15日，跨越珠江口，连接中国香港、珠海和澳门三地的港珠澳大桥正式开工建设。新华网 Archive.today的存檔，存档日期2013-04-28
- 12月21日，海協會會長陳雲林抵台，準備第四次江陳會談。中央社經由聯合新聞網[]
- 12月22日，中国大陆海協會會長陳雲林与台湾海基會董事長江丙坤在台中市裕元花园酒店舉行。新华网（页面存档备份，存于）
- 12月25日，中國異議人士劉曉波，因為煽動顛覆國家政權罪，在北京市第一中級人民法院被判處有期徒刑十一年，同時剝奪政治權利兩年。明報即時新聞（页面存档备份，存于）英國廣播公司（页面存档备份，存于）
- 12月26日，连接中国武汉市和广州市的武广高速铁路全线投入运营，全长1068.6公里，最高运营速度达394.2公里/小时，是世界上一次建成最长、运营时速最高的高速铁路。新华网 Archive.today的存檔，存档日期2013-04-29
- 12月27日，索馬里海盜释放了10月19日在印度洋海域劫持的中國德新海號货轮及船上的25名船員，据这些海盗称，他们收到了400萬美元的贖金。中國日報（页面存档备份，存于）路透中国（页面存档备份，存于）新华网 Archive.today的存檔，存档日期2013-01-05
- 12月27日，中国河南省文物局宣布，在河南省安阳县安丰乡西高穴村发现三国时期魏武王曹操的陵墓。新华网
- 12月29日，日前被中國最高人民法院複核、運毒罪名成立的英國人阿克毛·沙伊克被執行死刑。鳳凰網（页面存档备份，存于）